# Johannes Szelinski

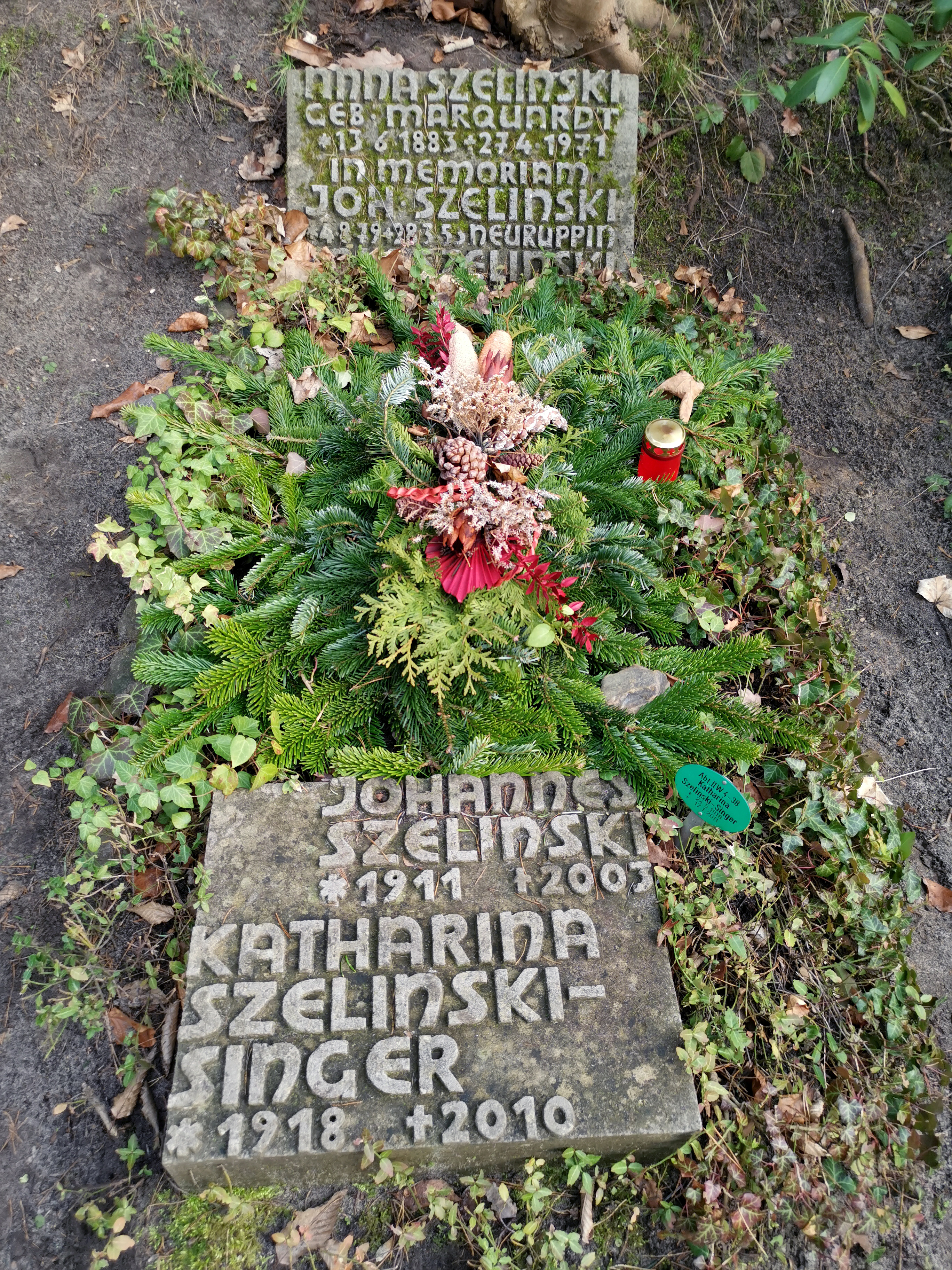
Grabstelle

Johannes Szelinski (* 28. November 1911 in Berlin; † 14. März 2003 ebenda) war ein deutscher Journalist sowie Dialogautor und Dialogregisseur in der Film-Synchronisation.

## Leben
Szelinski nahm 1929 ein Studium an der Hochschule für Politik in Berlin auf. Seine Lehrer waren unter anderem Emil Dovifat für Zeitungswissenschaften und Theodor Heuss für Politikwissenschaften. Von 1930 bis 1933 arbeitete er als Redakteur beim Hessischen Kurier in Kassel und ab 1934 bei der Norddeutschen Schäfereizeitung. Zwischen 1940 und 1947 leistete er Wehrdienst und war in Gefangenschaft.
In der Zeit von 1948 bis 1956 war er journalistisch tätig, unter anderem als Reporter und Serienautor beim Verlag Der Tagesspiegel und bei der Zeitschrift Stern. 
Seit 1954 arbeitete er nebenberuflich und dann ab 1957 hauptberuflich als Dialogautor in der Filmsynchronisation für die Ultra Film Berlin und bei der Berliner Synchron GmbH. Seit 1962 führte er auch die Dialog-Regie durch. Insgesamt bearbeitete Johannes Szelinski rund 300 Filme.
1962 heiratete er die Bildhauerin Katharina Singer. Gemeinsam mit seiner Frau war er Mitglied im Landesverband Berlin der Künstlergilde Esslingen.
Szelinski wurde auf dem Waldfriedhof Heerstraße in Berlin-Westend (Grablage: II-W 4-38) beigesetzt.

## Bearbeitete Filme (Auswahl)
- Das Appartement
- Cincinnati Kid
- Das dreckige Dutzend
- El Cid
- James Bond – 007 jagt Dr. No
- Das süße Leben
- Manche mögen’s heiß
- Der längste Tag
- Zeugin der Anklage